# Brandenburgischer Landespokal 1990/91
Der Brandenburgische Landespokal 1990/91 war die 1. Austragung des brandenburgischen Landespokals der Männer im Amateurfußball. Der ESV Lokomotive Cottbus setzte sich, am 8. Juni 1991, im entscheidenden Spiel gegen den FSV Velten 1990 mit 2:1 durch und wurde, zum ersten Mal, Landespokalsieger. Durch diesen Sieg qualifizierte sich der ESV Lokomotive Cottbus für den DFB-Pokal 1991/92.

## Termine
Die Spiele des brandenburgischen Landespokals wurden an folgenden Terminen ausgetragen:
1. Spiel: 4. Juni 1991

2. Spiel: 6. Juni 1991

3. Spiel: 8. Juni 1991

## Teilnehmende Mannschaften
Für den Brandenburgischen Landespokal 1990/91 qualifizierten sich die drei Bezirkspokalsieger aus der laufenden Saison.
| Bezirkspokalsieger Frankfurt (Oder) | Bezirkspokalsieger Cottbus | Bezirkspokalsieger Potsdam |
| SG Müncheberg                       | ESV Lokomotive Cottbus     | FSV Velten 1990            |

## Spielmodus
Der brandenburgische Landespokal 1990/91 wurde in einem Dreierturnier ausgetragen. Qualifiziert haben sich jeweils die drei Bezirkspokalsieger aus den Kreis Frankfurt (Oder), Cottbus und Potsdam.

## Turnierrunde

### Abschlusstabelle
| Pl. | Verein                 | Sp. | S | U | N | Tore    | Diff. | Punkte |
| --- | ---------------------- | --- | - | - | - | ------- | ----- | ------ |
| 1.  | ESV Lokomotive Cottbus | 2   | 2 | 0 | 0 | 003:100 | +2    | 04:0   |
| 2.  | FSV Velten 1990        | 2   | 1 | 0 | 1 | 005:200 | +3    | 02:20  |
| 3.  | SG Müncheberg          | 2   | 0 | 0 | 2 | 000:500 | −5    | 0:40   |

### Turnierspiele
| Datum      |                        | Ergebnis |                        |
| ---------- | ---------------------- | -------- | ---------------------- |
| 04.06.1991 | SG Müncheberg          | 0:1      | ESV Lokomotive Cottbus |
| 06.06.1991 | FSV Velten 1990        | 4:0      | SG Müncheberg          |
| 08.06.1991 | ESV Lokomotive Cottbus | 2:1      | FSV Velten 1990        |

## Der Landespokalsieger im DFB-Pokal 1991/92
| Datum      | Heim                        | Ergebnis | Auswärts           | Runde         |
| ---------- | --------------------------- | -------- | ------------------ | ------------- |
| 27.07.1991 | ESV Lokomotive Cottbus (VL) | 0:3      | VfB Oldenburg (2L) | 1. Hauptrunde |